# Prvenstvo Osječkog nogometnog podsaveza – II. razred 1932./33.
II. razred prvenstva Osječkog nogometnog podsaveza u sezoni 1932./33., igran za klubove s područja Osijeka.  
 
Sudjelovalo je šest klubova, a prvak je bio klub "Makabi" iz Osijeka. 

## Sustav natjecanja
Šest klubova je igralo dvokružnu ligu (10 kola). 

## Ljestvica
| mj. | klub                         | ut. | pob. | ner. | por. | gol+ | gol- | bod | 1933./34.  |
| --- | ---------------------------- | --- | ---- | ---- | ---- | ---- | ---- | --- | ---------- |
| 1.  | Makabi Osijek                | 10  | 6    | 4    | 0    | 24   | 6    | 16  | I. razred  |
| 2.  | ŽAK Osijek                   | 10  | 4    | 5    | 1    | 17   | 9    | 13  | II. razred |
| 3.  | Viktorija (Osijek - Retfala) | 10  | 4    | 4    | 2    | 19   | 11   | 12  | II. razred |
| 4.  | Rapid Osijek                 | 10  | 3    | 2    | 5    | 10   | 22   | 8   | II. razred |
| 5.  | Olimpija Osijek              | 10  | 3    | 1    | 6    | 17   | 21   | 7   | II. razred |
| 6.  | Radnički Osijek              | 10  | 1    | 2    | 7    | 8    | 26   | 4   | II. razred |

## Rezultatska križaljka
| kratica | klub                         | MAK | OLI | RAD | RAP | VIK | ŽAK |
| --- | ---------------------------- | --- | --- | --- | --- | --- | --- |
| MAK | Makabi Osijek                |     |     |     |     |     |     |
| OLI | Olimpija Osijek              |     |     |     |     |     |     |
| RAD | Radnički Osijek              |     |     |     |     |     |     |
| RAP | Rapid Osijek                 |     |     |     |     |     |     |
| VIK | Viktorija (Osijek - Retfala) |     |     |     |     |     |     |
| ŽAK | ŽAK Osijek                   |     |     |     |     |     |     |
| |                              |     |     |     |     |     |     |
| podebljan rezultat - utakmice od 1. do 5. kola (1. utakmica između klubova) rezultat normalne debljine - utakmice od 6. do 10. kola (2. utakmica između klubova) rezultat nakošen - nije vidljiv redoslijed odigravanja međusobnih utakmica iz dostupnih izvora rezultat smanjen * - iz dostupnih izvora nije uočljiv domaćin susreta prekrižen rezultat - poništena ili brisana utakmica p - utakmica prekinuta 3:0 p.f. / 0:3 p.f. - rezultat 3:0 bez borbe n.i. - nije igrano |                              |     |     |     |     |     |     |

 Izvori: